# El gusanillo (album)
Albums de Regg'Lyss
Vive les gestes
(1992) Le monde tourne
(1997)
El gusanillo est le deuxième album de Regg'Lyss sorti le 5 mai 1995.

## Liste des titres
| 1.          | Non, le reggae n'est pas mort (Arrangement P. Diaz) | R. Ramade, B. Levesque          | 4 min 25 s |
| 2.          | El gusanillo                                        | R. Ramade, P. Diaz              | 4 min 05 s |
| 3.          | Le café des super-vedettes                          | R. Ramade, B. Levesque          | 3 min 37 s |
| 4.          | Le dormeur Duval                                    | R. Ramade, A. Augé              | 4 min 50 s |
| 5.          | Bouge !                                             | R. Ramade, B. Levesque          | 3 min 06 s |
| 6.          | Les deux sœurs                                      | R. Ramade, A. Augé              | 3 min 33 s |
| 7.          | Les hanches passent                                 | P. Diaz                         | 31 s       |
| 8.          | Paradis, boîte à sardine (Arrangement A. Augé)      | R. Ramade, B. Levesque          | 3 min 31 s |
| 9.          | T'as déjà vu la mer ? (Arrangement A. Augé)         | R. Ramade, B. Levesque, P. Diaz | 3 min 21 s |
| 10.         | Sans queue ni tête                                  | R. Ramade, B. Levesque          | 2 min 18 s |
| 11.         | Pas la peine                                        | R. Ramade, B. Levesque          | 5 min 26 s |
| 12.         | Le petit chemin (Arrangement P. Diaz)               | R. Ramade, B. Levesque          | 3 min 40 s |
| 13.         | Ils vont payer                                      | R. Ramade, B. Levesque, P. Diaz | 5 min 47 s |
| 14.         | Parce que l'on aime                                 | R. Ramade, B. Levesque          | 3 min 56 s |
| 52 min 07 s |                                                     |                                 |            |

## Musiciens
- Bernard Levesque - claviers et clavier basse ;
- Rémi Levesque - guitare rythmique et chœur ;
- Doumé Levesque - batterie et percussions ;
- Christian Azéma - percussions ;
- Zawé Fizin - guitare solo et chœur ;
- Roland Ramade - chant et harmonica ;
- Alexandre Augé - saxophones alto, soprano et ténor ;
- Pierre Diaz - saxophone ténor et baryton ;
- Victor Fanjul - trompette et bugle ;
- André Fauquier - trombone.

De l'orchestre philharmonique de Montpellier
- Alexandre Kapchiev[2]. - violon ;
- Ekaterina Tamazova[3]. - violon ;
- Jacques Prat[4]. - violon ;
- Daniel Brun[5]. - violoncelle ;
- Jean Ané[6]. - contrebasse ;
- Alain Ligerot - cor d'harmonie ;
- Yves Lair[7]. - tuba ;
- Dominique Bougard[8]. - trompette ;
- André Canard[9]. - trombone.

## Contributions
Ingénieur du son et directeur artistique : Philippe Verdier ;

Assistant direction sonore : Fred Pace ;

Mixage sons : Phil Délire et Bruno Roure ;

Conception graphique : Gérard Lo Monaco et Hervé Imbault - Les Télécréatures ;

Lieu d'enregistrement : Studio Lakanal ;

Management : Ali Kordjani ;

Cargo audio-light (matériels) ;

Photographies : Alain Duplantier.

Arrangements
- Guy Capdeville[14] (acousticien) ;
- Jacques Lyprendi (sampleurs, claviers...) ;
- Antoine Pervenchon (guitare flamenca) ;
- Chuppa, Mimi, Cyrille et Clothaire (guitare, clavier) ;
- Pierrick Brua[15] (luthier) ;
- Oscar Hammel do Fatal Mambo[16] (timbales) ;
- Sami et Tony de Savannah Mujik[17] (percussions) ;
- Black and White Quartet (chœurs) avec Sylvain Lazarus Padra[18] aka SwitVoice  ;
- Christine Zoccoli[19] (professeur de chant).

Corps encadrant…
- Rémi Ponsard[20] ;
- Claudine Berlier[21] ;
- Hélène Diopoué ;
- Cynthia Tabouti.